# Grandvillers
Grandvillers – miejscowość i gmina we Francji, w departamencie Wogezy, w regionie Lotaryngia, nad rzekami Durbion i Arentèle. Według danych na rok 2009 gminę zamieszkiwało 721 osób.